# Tantō

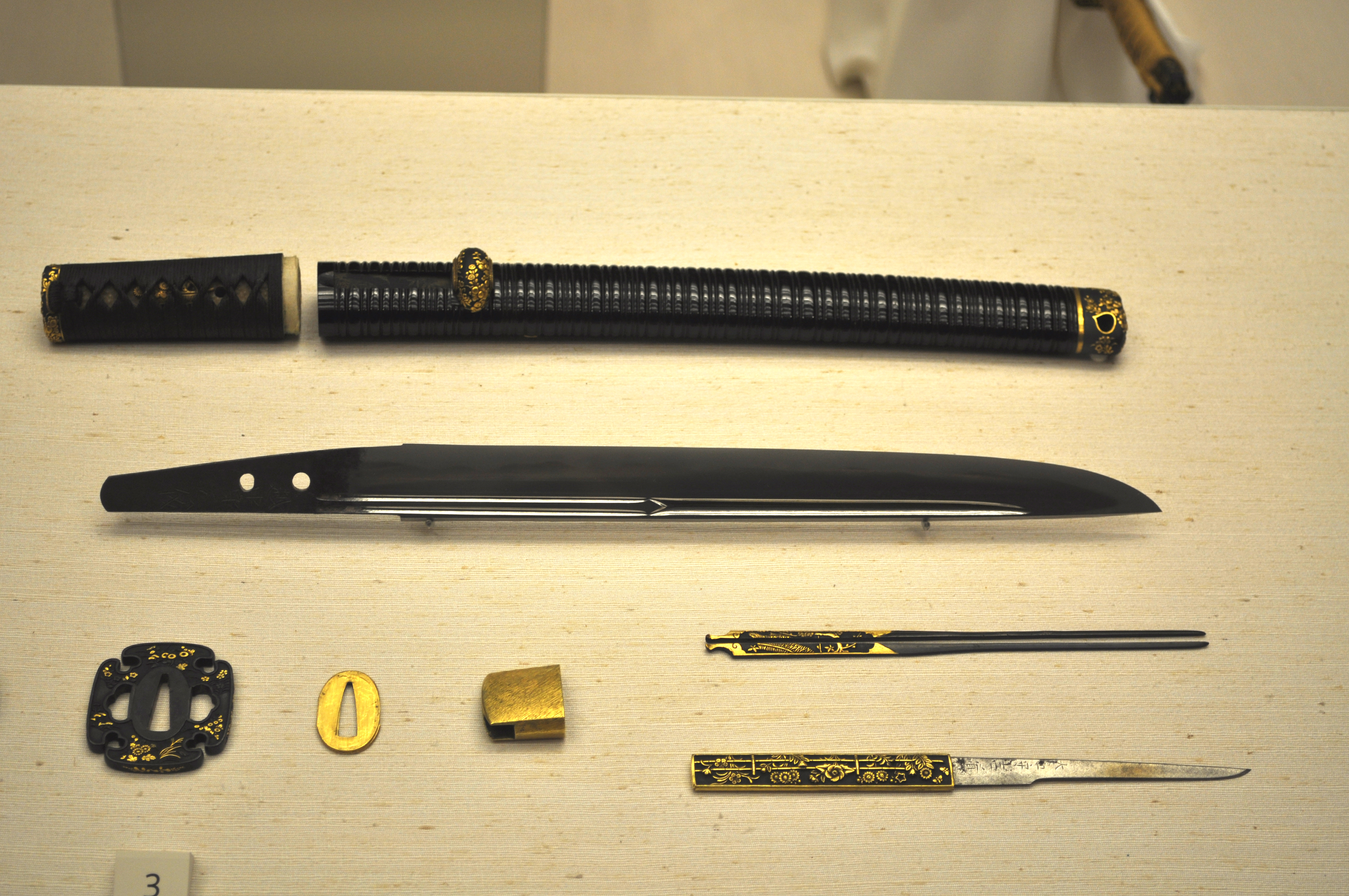
Um Tantō e sua lâmina.

Tanto é uma espada curta, podendo ter ou não o tsuba (guarda-mão). Os utilizados para treino são de madeira. Foi utilizado também no ritual do seppuku pelos guerreiros samurais no Japão. A mesma espada curta, Tanto, era usado para matar os seus inimigos independentemente da sua raça ou cor. A Tantō em sua versão tática foi introduzida nas forças armadas dos Estados Unidos da América na década de 80 graças a sua ampla popularidade na época, passando por suas diversas provas de dureza e resistência da lamina para que fosse comprovada sua eficiência em combate.